# Сараев, Николай Акимович
Никола́й Аки́мович Сара́ев (6 декабря 1929 — 24 августа 2016 года) — теоретик и судья международной категории по русскому бильярду.

## Биография
Родился 6 декабря 1929 года в городе Бузулук (Оренбургская область).
Окончил Московский областной институт физкультуры. Работал баскетбольным тренером в обществе «Спартак». В 1989—2007 годах — вице-президент Московской федерации бильярдного спорта и председатель Всероссийской коллегии судей русского бильярда.
Сараев — первый русскоязычный снукерный комментатор. В 1996—2007 годах сначала с Александром Елисейкиным, а потом с Владимиром Синицыным комментировал снукер на телеканале «Евроспорт». С 2002 по 2006 год одновременно также работал комментатором трансляций и передач по бильярду на спортивном канале 7ТВ.